# Pleszów
Pleszów – dawna wieś, od 1951 część Krakowa obecnie wchodząca w skład Dzielnicy XVIII Nowa Huta.

## Historia
Najstarszą wzmiankę o Pleszowie odnaleziono w dokumencie z 1313, w 1315 wieś była lokowana na podstawie przywileju księcia Władysława Łokietka na prawie średzkim. W 1326 wzmiankowany jest miejscowy kościół św. Wincentego jako siedziba dekanatu – a zatem najprawdopodobniej sięgający swoimi korzeniami znacznie wcześniej. Badania archeologiczne także wskazują, na istnienie osadnictwa wcześniej, m.in. w 1961 odkryto na terenie Pleszowa wyjątkowo bogaty skarb srebrny zawierający liczne monety z X i XI w.
Wieś stanowiła własność szlachecką i wielokrotnie zmieniała właścicieli, np. w 1595 była własnością wojewody kijowskiego Konstantego Wasyla Ostrogskiego. Znajdowała się tu szkoła (budynek zniszczono w 1768), drewniany dwór (wspominany przez Długosza, zburzony w XIX w. i zastąpiony murowanym pałacem), folwark, karczma, szpital dla ubogich. W XVIII w. pojawia się w źródłach przysiółek Kujawy. Na początku XIX w. na miejscu wcześniejszej świątyni wzniesiono nowy, klasycystyczny kościół. W XIX w. właścicielami wsi byli Kirchmayerowie, staraniem których wzniesiono nowy murowany dwór oraz założono park ze stawami rybnymi.
W 1949 na terenach należących do wsi Pleszów rozpoczęto wznoszenie kombinatu metalurgicznego Huty im. Lenina, a w zachodniej części wzniesiono osiedle baraków (tzw. Meksyk), przeznaczone dla zatrudnionych przy budowie robotników. W 1951 Pleszów przyłączono do Krakowa.

## Zabytki
- Kościół pw. św. Wincentego, wybudowany w latach 1806–1809 w stylu klasycystycznym, część wyposażenia pochodzi z nieistniejącego krakowskiego kościoła Wszystkich Świętych.
- pałac, zbudowany przez Wincentego Kirchmayera w 1829 w stylu klasycystycznym, przebudowany ok. 1905 przez hr. Kazimierza Osiecimskiego-Hutten-Czapskiego (dobudowano wówczas wieżę w zachodniej części budynku), oraz park terasowy z pierwotnym systemem stawów; przed II wojną światową dostosowany na potrzeby mieszczącego się tutaj sierocińca i szpitala dla dzieci; obecnie dom stowarzyszenia Monar.

## Galeria

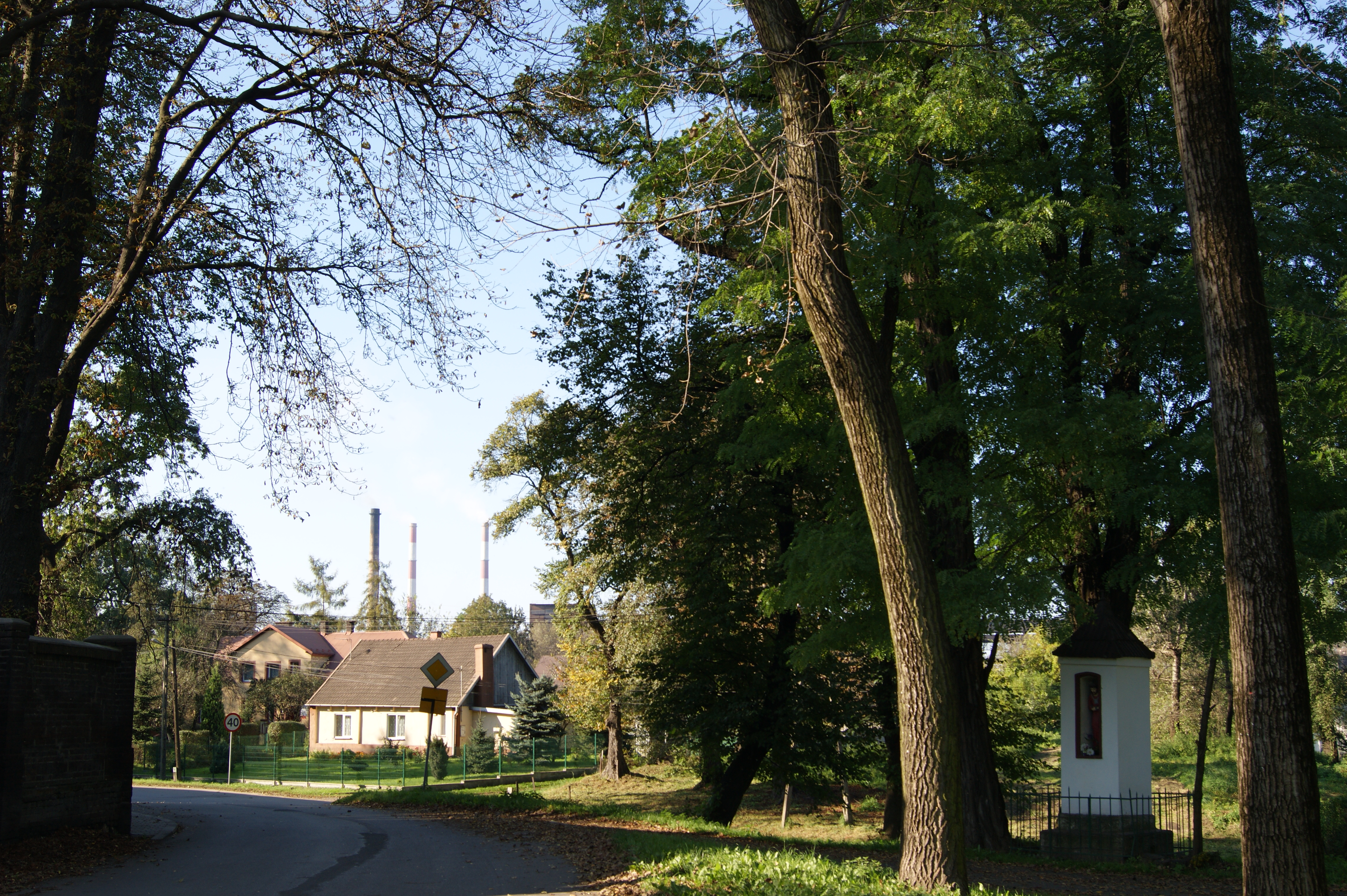
Centrum Pleszowa
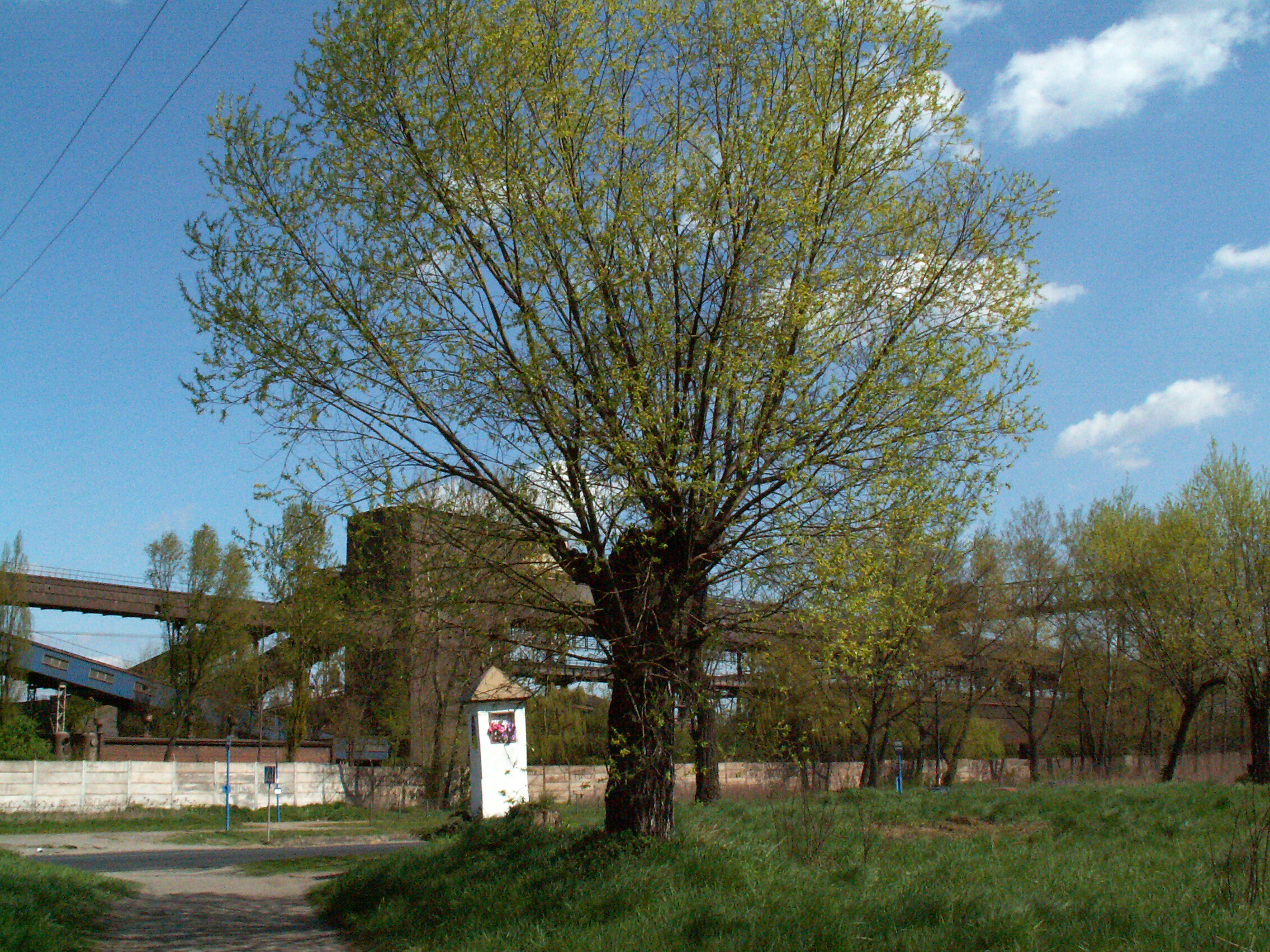
Kapliczka przy ul. Igołomskiej i aglomerownia Huty
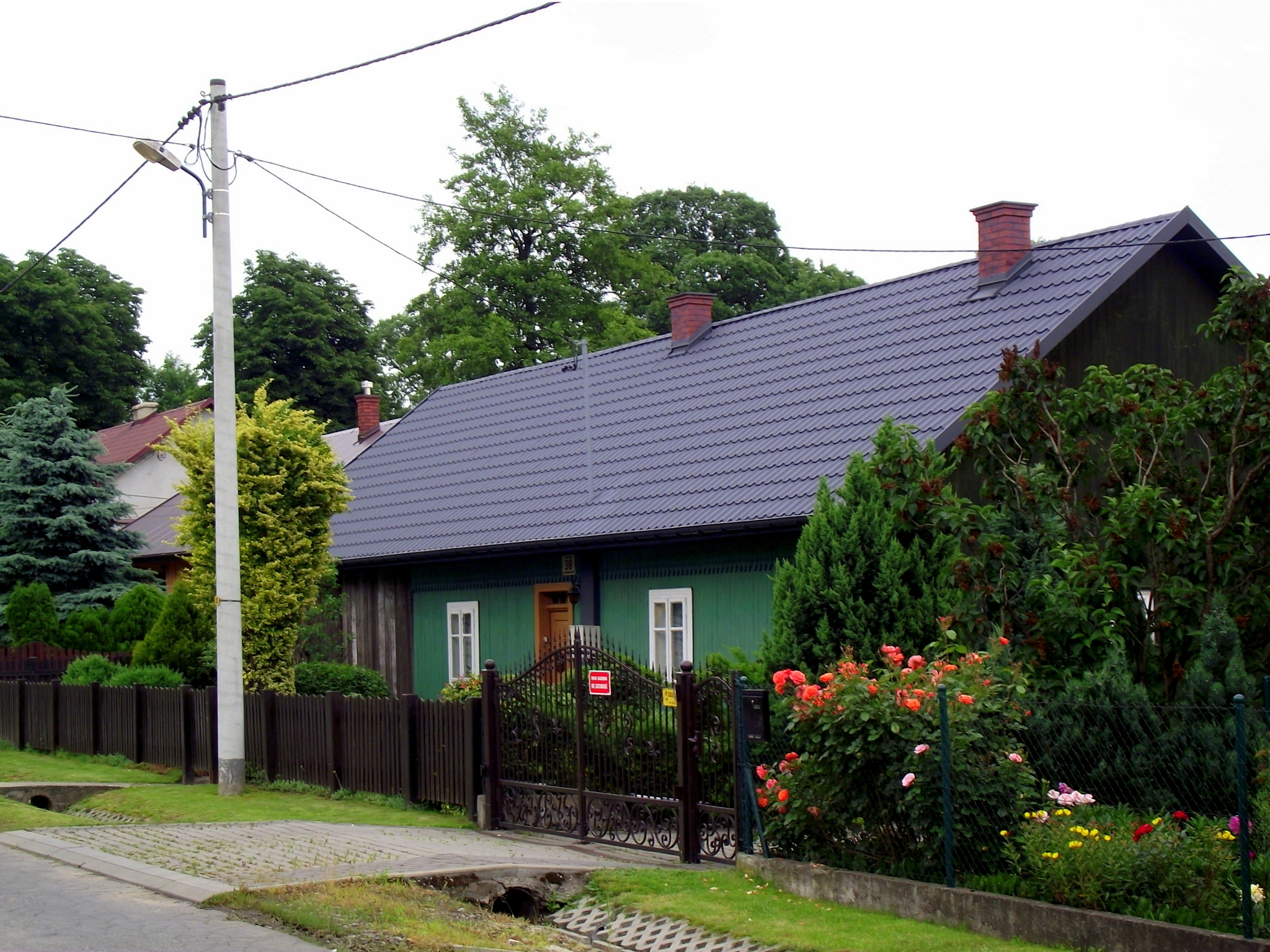
Drewniany dom przy ul. Nadbrzezie
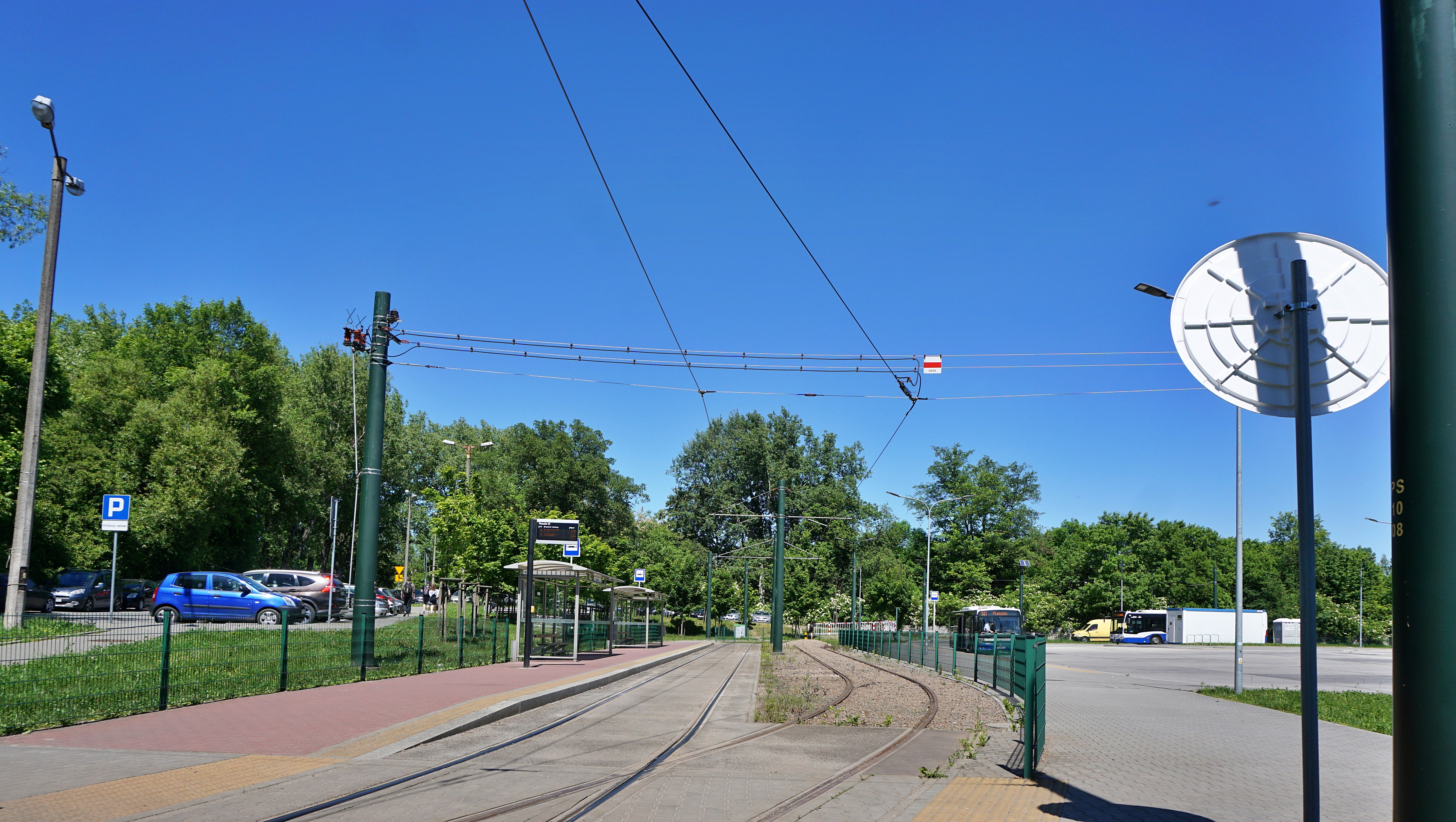
Pętla autobusowa i tramwajowa „Pleszów”